# Charles-César Périer
Pour les articles homonymes, voir Périer.
Charles-César Périer (né à Étampes le 18 septembre 1748, mort à Étampes le 4 mai 1797) est un ecclésiastique qui fut député aux États généraux de 1789 et à l'Assemblée constituante.

## Biographie
Né à Étampes, fils de Charles-Chrétien Périer (1722-1802) et de Jeanne Françoise Elisabeth Laumosnier (1727-1807), il est curé de Saint-Pierre d'Étampes à partir de 1782. En 1789, il se fait élire député du clergé du bailliage d'Étampes aux États généraux de 1789 ; il siège ensuite à l'Assemblée nationale constituante (1789-1791). Partisan des idées nouvelles et favorable à la Constitution civile du clergé, il prête le serment constitutionnel le 4 janvier 1791 et meurt à Étampes le 16 germinal An V c'est-à-dire le 4 mai 1797. Il est parfois confondu avec son homonyme et contemporain Jean-François Périer lui aussi « prêtre jureur » qui devient évêque constitutionnel.